# アステム
株式会社アステム（ASTEM, Inc.）は、医薬品・衛生材料・化粧品の卸売を中心とする企業である。医薬品の卸売大手。なお、異業種の同社名が全国各地に存在するが一切関係ない。

## 概要
- 地盤は九州地区全域・中国地方（鳥取・岡山を除く）。株式会社葦の会の一社である。
- 福岡県久留米市に本社を置いていた「大石薬品株式会社」を存続企業としている。
- 医薬品関連卸業での九州地区での売上高2位（中国地区を含めると総売り上げでは九州地区では1位）。

## 沿革
- 1879年（明治12年） - 「大石薬舗」（後の「大石薬品株式会社」）が久留米で創業。当社の創業とされる。
- 1948年（昭和23年） - 「合名会社吉村薬局」が「株式会社吉村益次商店」（後の「吉村薬品株式会社」）に改組。当社の設立とされる。
- 1992年（平成 4年） - 「吉村薬品株式会社」（大分県）、「宮崎吉村薬品株式会社」（宮崎県）、「ヤナイ薬品株式会社」（鹿児島県）、「ヨシマツ薬品株式会社」（熊本県）の4社が合併し、「株式会社ダイコー」（大分県大分市）設立。
- 1993年（平成 5年） - 「大石薬品株式会社」（福岡県）、「コーヤク株式会社」（福岡県）、「シンコー薬品株式会社」（佐賀県）の3社が合併し、「キョーエイ薬品株式会社」（福岡県）設立。
- 1998年（平成10年）4月 - 「キョーエイ薬品株式会社」（福岡県）、「株式会社コマック」（福岡県）、「株式会社ダイコー」（大分県）、「株式会社サンメック」（大分県）の4社が合併し、「株式会社アステム」（大分県）設立。
- 2000年（平成12年）9月1日 - 「キシヤ」（福岡市）と資本提携。
- 2005年（平成17年）3月1日 - 「東邦薬品」（東京都）、「ほくやく」（北海道札幌市）、「バイタルネット」（宮城県仙台市）、「鍋林」（長野県松本市）、「中北薬品」（愛知県名古屋市）、「ケーエスケー」（大阪府大阪市）と業務提携。
- 2005年（平成17年）11月 - 「東邦薬品」、「ほくやく」、「バイタルネット」、「鍋林」、「中北薬品」、「ケーエスケー」との業務提携に「岩渕薬品」（千葉県佐倉市）、「オムエル」（広島市）が新規加入し、「株式会社葦の会」発足。
- 2005年（平成17年）10月 - 「藤村薬品株式会社」（長崎市）と業務提携。
- 2008年（平成20年） - 連結子会社「アステムヘルスケア」（北九州市）が、「株式会社よんやく」（香川県高松市）の薬粧事業部門を営業譲受し、「株式会社リードヘルスケア」に商号変更。
- 2008年（平成20年） - 連結子会社「リードヘルスケア」が、「バイタルネット」の連結子会社「バイタルヘルスケア」（宮城県名取市）、「ほくやく」のヘルスケア事業部を統合。
- 2008年（平成20年）10月1日 - 純粋持株会社の「株式会社フォレストホールディングス」の設立にともない、その完全子会社となる。
- 2012年（平成24年） - 社内カンパニー制を導入し、メディカル営業本部を「アステムメディカル社」として社内分社化.
- 2012年（平成24年）6月 - アステムメディカル社、株式会社井上本店（宮崎市）を完全子会社化。
- 2013年（平成25年）2月 - アステムメディカル社、株式会社天愚堂（長崎市）を完全子会社化。
- 2015年（平成27年） - アステムメディカル社を、アステムへ再統合。
- 2015年（平成27年） - ダイコー沖縄を完全子会社化。
- 2016年（平成28年） - 株式会社井上本店と合併。
- 2018年（平成30年） - 株式会社オンダメディカルと合併。

## 事業所
本社
- 福岡本社： 福岡市博多区東比恵4-3-10
- 大分本社： 大分市西大道2-3-8
- 九州LISセンター： 鳥栖市弥生が丘7-29
- 霧島LISセンター： 霧島市隼人町真孝1710-39

営業部
- 福岡営業部 - 博多支店/ME福岡支店、西福岡支店、南福岡支店、東福岡フロント、薬院フロント、長住フロント
- 北九州営業部 - 小倉支店/ME北九州支店、行橋支店、八幡支店、筑豊支店、小倉北フロント
- 筑後営業部 - 久留米支店/ME筑後・佐賀支店（筑後）、南筑後支店、大牟田支店
- 佐賀営業部 - 佐賀支店/ME筑後・佐賀支店（佐賀）、唐津支店、武雄支店、鳥栖支店
- （長崎県）ME長崎支店、五島出張所、佐世保出張所
- 大分営業部 - 大分支店/ME大分支店、別府支店、中津支店、日田支店、佐伯支店、大分南支店、大分東支店、高田支店
- 熊本営業部 - 熊本支店/ME熊本支店、熊本東支店、八代支店、有明支店、天草支店、人吉営業所
- 宮崎営業部 - 宮崎支店/ME宮崎支店、延岡支店、都城支店、日南支店、小林支店、日向支店、ME宮崎支店大学課
- 鹿児島営業部 - 鹿児島支店、メディカル鹿児島支店、川内支店、出水支店、鹿屋支店/鹿屋出張所、隼人支店、奄美支店、
- 山口営業部 - 山口支店/ME山口支店、下関支店、宇部支店、萩営業所、徳山支店、岩国支店
- 広島営業部 - 広島支店、広島中央支店、呉支店、東広島営業所、福山支店、尾道営業所

## 主な取引メーカー
- 武田薬品工業 11.5%
- 第一製薬 4.9%
- 中外製薬 4.7%
- エーザイ 3.8%
- 三菱ウェルファーマ 2.9%
- ファイザー 2.8%
- 山之内製薬 2.6%
- 藤沢薬品 2.5%
- 大日本製薬 2.4%
- ノバルティスファーマ 2.3%

## 関連会社
- 株式会社フォレストホールディングス
  - 株式会社サン・ダイコー
    - 1972年設立。動物用医薬品（畜産・水産・小動物）、食品添加物及び原料・素材、電子材料、化学工業薬品などの販売を行っている。

  - 株式会社リードヘルスケア
  - 藤村薬品株式会社
  - 株式会社ダイコー沖縄
  - 株式会社ユニファ
  - 株式会社リンテック
  - 株式会社ソニック（非連結企業）
    - 家電、AV機器、パソコン、通信機器、空調機器、電材器具、照明器具、住設機器、病医院設備機器、健康器具、食品設備機器等の販売及びメンテナンスを行っている。

## 出来事
- 2023年1月17日までに公正取引委員会は、国立病院機構が九州地方で行った医薬品の入札でステムを含む医薬品卸5社が談合を繰り返したとして、私的独占の禁止及び公正取引の確保に関する法律（独占禁止法、不当な取引制限）違反で計約6億円の課徴金納付命令を通知した[3]。